# الفريق الأولمبي للاجئين في الألعاب الأولمبية
الفريق الأولمبي للاجئين (بالإنجليزية: Refugee Olympic Team)‏ وهو مجموعة تتكون من رياضيين أولمبيين مستقلين من اللاجئين. في مارس 2016، أعلن رئيس اللجنة الأولمبية الدولية توماس باخ عن إنشاء فريق الرياضيين الأولمبيين اللاجئين، باعتباره رمزًا للأمل لجميع اللاجئين في العالم من أجل زيادة وعي العالم بحجم أزمة المهاجرين إلى أوروبا. في سبتمبر 2017، أنشأت اللجنة الأولمبية الدولية مؤسسة اللاجئين الأولمبية لمواصلة دعم اللاجئين على المدى الطويل.
يتم استخدام العلم الأولمبي والنشيد الأولمبي كرموز للفريق. عندما سار الرياضيون المشاركون خلال حفل الافتتاح في دورة الألعاب الأولمبية الصيفية 2016، دخل الفريق الاستاد كوفد قبل الأخير، قبل البلد المضيف مباشرة. في الألعاب الأولمبية الصيفية 2020 دخل الفريق الملعب في المركز الثاني بعد اليونان.
الرياضيون في فريق الرياضيين الأولمبيين اللاجئين يتنافسون تحت العلم الأولمبي. في دورة الألعاب الأولمبية الصيفية 2016، تم استخدام رمز الدولة الخاص باللجنة الأولمبية الدولية (ROT)، ولكن في دورة الألعاب الأولمبية الصيفية 2020 تم تحديثه إلى (EOR) للغة الفرنسية (بالفرنسية: Équipe olympique des réfugiés)‏. اعتبارًا من عام 2022، لم يشارك أي رياضي من فريق الرياضيين الأولمبيين اللاجئين في الألعاب الأولمبية الشتوية. حصل الفريق على جائزة أميرة أستورياس للرياضة لعام 2022 لإتاحة الفرصة للرياضيين في مناطق النزاعات وأماكن انتهاك حقوق الإنسان، مما يمنعهم من أداء أنشطتهم الرياضية والشخصية.

## التاريخ
تم إنشاء هذه الفئة في مارس 2016. وتشمل معايير الاختيار المستوى الرياضي، ووضع اللاجئ الرسمي الذي تم التحقق منه من قبل منظمة الأمم المتحدة، والوضع الشخصي وخلفية كل رياضي.

### ريو دي جانيرو 2016

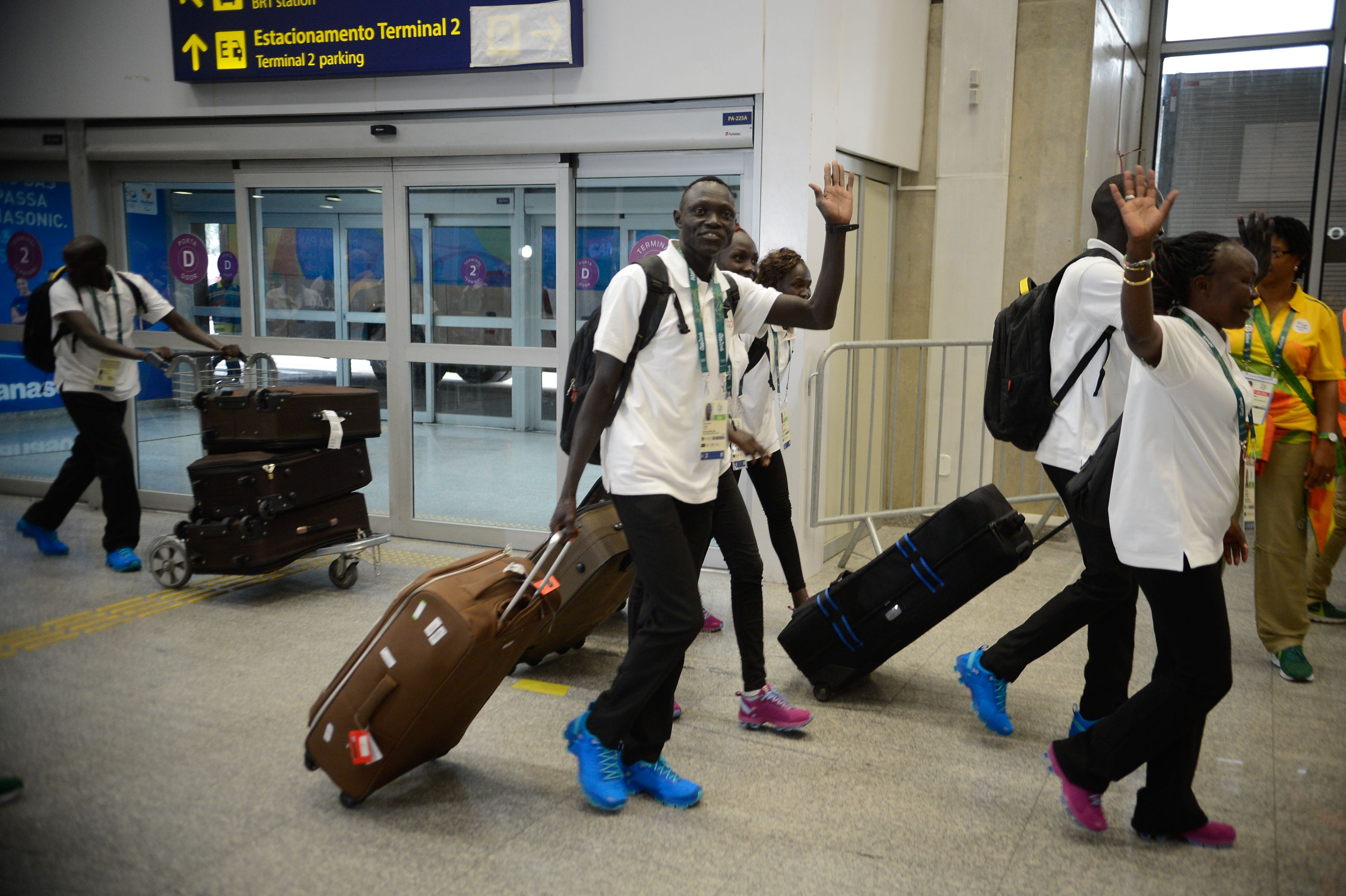
أعضاء فريق الرياضيين الأولمبيين اللاجئين عند وصولهم إلى ريو دي جانيرو في 29 يوليو 2016.

شارك فريق من الرياضيين اللاجئين في الألعاب الأولمبية الصيفية 2016 في ريو دي جانيرو في البرازيل والتي أقيمت في الفترة بين 5 و21 أغسطس 2016 تحت العلم الأولمبي والنشيد الأولمبي. حيث اختارت اللجنة الأولمبية الدولية ممثلة بالسيد توماس باخ في مارس 2016 مجموعة من الرياضيين ممن يعتبرون لاجئين للمشاركة في الأولمبياد.
وقد حملت العداءة روز لوكونين العلم الأولمبي في حفل افتتاح الألعاب الأولمبية الصيفية 2016. تم اختيار عشرة رياضيين: 5 من جنوب السودان، 2 من سوريا، 2 من جمهورية الكونغو الديمقراطية، و 1 من إثيوبيا، موزعين على ثلاث رياضات هي ألعاب القوى والسباحة والجودو.
| اللاعب          | البلد الأصلي                | بلد اللجوء | الرياضة     | المشاركة            |
| --------------- | --------------------------- | ---------- | ----------- | ------------------- |
| جيمس تشينغجيك   | جنوب السودان                | كينيا      | ألعاب القوى | 400 متر             |
| ييتش بيل        | جنوب السودان                | كينيا      | ألعاب القوى | 800 متر             |
| باولو لوكورو    | جنوب السودان                | كينيا      | ألعاب القوى | 1500 متر            |
| يوناس كيند      | إثيوبيا                     | لوكسمبورغ  | ألعاب القوى | ماراطون             |
| بوبلي ميسنغا    | جمهورية الكونغو الديمقراطية | البرازيل   | الجودو      | جودو 90 كغ          |
| رامي أنيس       | سوريا                       | بلجيكا     | السباحة     | سباحة 100 متر فراشة |
| روز لوكونين     | جنوب السودان                | كينيا      | ألعاب القوى | 800 متر             |
| أنجلينا لوهاليث | جنوب السودان                | كينيا      | ألعاب القوى | 1500 متر            |
| يولاند مابيكا   | جمهورية الكونغو الديمقراطية | البرازيل   | الجودو      | جودو وزن 70 كغ      |
| يسرى مارديني    | سوريا                       | ألمانيا    | السباحة     | سباحة 100 متر حرة   |

### طوكيو 2020
في اجتماعها المنعقد في بوينس آيرس في أكتوبر 2018، قررت جلسة اللجنة الأولمبية الدولية إنشاء فريق الرياضيين الأولمبيين اللاجئين في الألعاب الأولمبية الصيفية 2020. ويستند هذا القرار إلى إرث الفريق الذي شارك في الألعاب الأولمبية الصيفية 2016 وهو جزء من التزام اللجنة الأولمبية الدولية، حيث تلعب دورها في معالجة أزمة اللاجئين العالمية وحمل رسالة التضامن والأمل لملايين الرياضيين اللاجئين حول العالم.
كلفت جلسة اللجنة الأولمبية الدولية مؤسسة اللاجئين الأولمبية بوضع شروط المشاركة وتحديد عملية تحديد واختيار أعضاء الفريق. سيتم اختيار العناصر بالتعاون الوثيق مع اللجان الأولمبية الوطنية، والاتحادات الرياضية الدولية، واللجنة المنظمة لألعاب طوكيو 2020 والمفوضية السامية للأمم المتحدة لشؤون اللاجئين. في 20 يونيو 2019، أصدرت اللجنة الأولمبية الدولية قائمة حاملي المنح الدراسية للاجئين الرياضيين الذين يرغبون في الانضمام إلى فريق الرياضيين الأولمبيين اللاجئين التابع للجنة الأولمبية الدولية، طوكيو 2020.
يشمل الحاصلون حاليًا على 46 منحة لرياضيين بما فيهم العناصر العشرة الذين كانوا جزءًا من الفريق الأولمبي الأول في الألعاب الأولمبية الصيفية 2016، ورياضيين فرديين جدد ومجموعة من الرياضيين الذين يستعدون في مركز تيغلا لوروب لتدريب اللاجئين في كينيا. يتنافسون في تسع رياضات. يتم مساعدة الجميع من قبل مؤسسة اللاجئين الأولمبية كجزء من برنامجها لدعم الرياضيين اللاجئين. من أفغانستان، الكاميرون، جمهورية الكونغو الديمقراطية، إريتريا، إثيوبيا، العراق، إيران، جنوب السودان، السودان وسوريا، يتنافس حاملو المنح الدراسية للاجئين في ألعاب القوى وكرة الريشة والملاكمة وركوب الدراجات والجودو والكاراتيه والرماية والسباحة والتايكوندو ورفع الأثقال والمصارعة.
| اللاعب                    | البلد الأصلي                | بلد اللجوء       | الرياضة        | المشاركة             |
| ------------------------- | --------------------------- | ---------------- | -------------- | -------------------- |
| علاء ماسو                 | سوريا                       | ألمانيا          | السباحة        | 50 متر حرة           |
| يسرى مارديني              | سوريا                       | ألمانيا          | السباحة        | 100 متر فراشة        |
| دوريان كيليتيلا           | جمهورية الكونغو             | البرتغال         | ألعاب القوى    | 100 متر              |
| روز لوكونين               | جنوب السودان                | كينيا            | ألعاب القوى    | 800 متر              |
| جيمس تشينغجيك             | جنوب السودان                | كينيا            | ألعاب القوى    | 800 متر              |
| أنجلينا لوهاليث           | جنوب السودان                | كينيا            | ألعاب القوى    | 1500 متر             |
| باولو لوكورو              | جنوب السودان                | كينيا            | ألعاب القوى    | 1500 متر             |
| جمال عبد المجيد عيسى محمد | السودان                     | إسرائيل          | ألعاب القوى    | 5000 متر             |
| تاكلويني غابرييسوس        | إريتريا                     | إسرائيل          | ألعاب القوى    | مراطون               |
| أرام محمود                | سوريا                       | هولندا           | الريشة الطائرة | رجال فردي            |
| وسام سلامانا              | سوريا                       | ألمانيا          | الملاكمة       | 63 كغ                |
| إلدريك سيلا               | فنزويلا                     | ترينيداد وتوباغو | الملاكمة       | 75 كغ                |
| سعید فضل‌ أولي             | إيران                       | ألمانيا          | ركوب الكنو     | 1000 متر             |
| معصومة علي زاده           | أفغانستان                   | فرنسا            | ركوب الدراجات  | الوقت التجريبي       |
| أحمد وايس                 | سوريا                       | سويسرا           | ركوب الدراجات  | الوقت التجريبي       |
| ساندا ألداس               | سوريا                       | هولندا           | الجودو         | فريق مختلط           |
| أحمد عليكاج               | سوريا                       | ألمانيا          | الجودو         | فريق مختلط           |
| منى دحوق                  | سوريا                       | هولندا           | الجودو         | فريق مختلط           |
| جواد محجوب                | إيران                       | كندا             | الجودو         | فريق مختلط           |
| بوبول ميسينغا             | جمهورية الكونغو الديمقراطية | البرازيل         | الجودو         | فريق مختلط           |
| نيغارا شاهين              | أفغانستان                   | روسيا            | الجودو         | فريق مختلط           |
| وائل شويب                 | سوريا                       | ألمانيا          | الكاراتيه      | كاتا                 |
| هامون ديرافشيبور          | إيران                       | كندا             | الكاراتيه      | كوميتي               |
| لونا سليمان               | إريتريا                     | سويسرا           | الرماية        | 10 متر بندقية هوائية |
| دينا بوريونس              | إيران                       | هولندا           | التايكوندو     | 49 كغ                |
| كيميا علي زاده            | إيران                       | ألمانيا          | التايكوندو     | 57 كغ                |
| عبدالله صديقي             | أفغانستان                   | بلجيكا           | التايكوندو     | 68 كغ                |
| سيريل تشاتشيت             | الكاميرون                   | المملكة المتحدة  | رفع الأثقال    | 96 كغ                |
| عكر العبيدي               | العراق                      | النمسا           | المصارعة       | 67 كغ                |

## الجوائز
- جائزة أميرة أستورياس (25 مايو 2022)[12][13]